# Cordites armillata
Cordites armillata är en skalbaggsart som först beskrevs av Thomson 1868.  Cordites armillata ingår i släktet Cordites och familjen långhorningar. Inga underarter finns listade i Catalogue of Life.